# Mongo (Tchad)
Mongo er en by i Tchad der er  hovedbyen i regionen Guéra. Byen ligger 406 km øst for hovedstaden N'Djamena og har befolkning på 20.443 indbyggere (1993).